# Ga Cam Thịnh Đông
Ga Cam Thịnh Đông là một nhà ga xe lửa tại xã Cam Thịnh Đông, thành phố Cam Ranh, tỉnh Khánh Hòa. Nhà ga là một điểm trên đường sắt Bắc Nam, nằm giữa ga Ngã Ba và ga Kà Rôm (huyện Thuận Bắc, tỉnh Ninh Thuận). Lý trình ga: Km 1371 + 842.

## Các tuyến
- Đường sắt Bắc Nam

| Ga trước Ngã Ba | Đường sắt Việt Nam Đường sắt Bắc Nam | Ga sau Kà Rôm |